# Anton Hausladen
Anton Hausladen (* 7. März 1894 in Wendelstein, Amtsbezirk Schwabach; † 12. September 1949 in Fürth) war ein deutscher Politiker (KPD) und Gewerkschaftsfunktionär. Er war fast zehn Jahre in einem Konzentrationslager inhaftiert und starb wenige Jahre nach Kriegsende an den Folgen der Haft. Sein jüngerer Bruder Hans Hausladen wurde 1938 in der Sowjetunion vom NKWD erschossen.

## Leben
Hausladen arbeitete als Metalldrücker. Seit 1919 Mitglied der KPD, war er ab Februar 1927 Mitglied der erweiterten Bezirksleitung Nordbayern. Im Mai 1930 wurde er Unterbezirkssekretär für Nürnberg-Fürth sowie Mitglied der engeren Bezirksleitung Nordbayern. Er stand zudem an der Spitze der Revolutionären Gewerkschafts-Opposition (RGO) Nordbayerns und wurde 1928 in den Stadtrat von Fürth gewählt, in dem er der KPD-Fraktion vorsaß. Er gehörte somit zum Führungspersonal der bayerischen KPD.
Nach der nationalsozialistischen Machtergreifung wurde Anton Hausladen am 20. April 1933 in „Schutzhaft“ genommen und im KZ Dachau interniert. Im Braunbuch über Reichstagsbrand und Hitlerterror (1933) wurde fälschlich vermeldet, dass er in Dachau ermordet worden sei. Nach seiner Freilassung 1934 wurde er kurz darauf erneut festgenommen und am 15. Mai 1934 vom Oberlandesgericht München zu einem Jahr Gefängnis verurteilt. Nach Verbüßung der Haft folgte die erneute Internierung im KZ Dachau. Insgesamt verbrachte er über zehn Jahre in Haft, davon 28 Monate im Strafblock. 1943 wurde er entlassen und zur Zwangsarbeit in das deutsch besetzte Protektorat Böhmen und Mähren geschickt. Nach Kriegsende kehrte Hausladen nach Fürth zurück und war laut Hans Woller die „treibende Kraft“ des Wiederaufbaus der lokalen KPD, die am 1. November 1945 als erste Partei in Fürth zugelassen wurde. Im Wahlkampfjahr 1946 erwies sich der „gewandte und zupackende Redner“ Woller zufolge als „Publikumsmagnet“. Bis Juli 1948 war Hausladen als Wohnungsreferent der Stadt Fürth tätig. Er starb am 12. September 1949 in Fürth an den Folgen eines schweren Leberleidens, das er während seiner Haft erlitten hatte.
Anton Hausladen war mit Kunigunde Hausladen (* 1894) verheiratet und hatte einen Sohn, Georg Hausladen (* 1918), der mit seiner Mutter im kommunistischen Untergrund aktiv war und im Oktober 1935 in die Schweiz emigrierte, wo er für Hans Beimler arbeitete. Später nahm er am Spanischen Bürgerkrieg teil; das Oberlandesgericht München verurteilte ihn im Juli 1942 zu drei Jahren Gefängnis.